# Персийско-византийска война (526 – 532)
Персийско-византийска война (526 – 532) – война между Сасанидското царство и Византийската империя за контрол над Иверия (днес в източна Грузия), другото название е Иверийска война.

## Предистория
След войната от 502 – 506 година е сключено 7-годишно примирие, продължило 20 години (въпреки че има постоянни погранични конфликти). Кавад I се опасява, че в пограничната с Византия провинция – Иберия, преобладава християнството, насилствено въвежда зороастризма, което послужило и за причина на нова война.

## Войната
От 526 година се водят боеве с променлив успех в Закавказието и Горна Месопотамия. Иберският крал бяга от Сасанидите. Ромеите изоставят обсадата на Нисбис през 527 година и съюзникът на Сасанидите Аламундарас, арабският военен лидер на сарацините, напада Антиохия през 529 година, но не стига до града, поради страха от византийски атаки и така се удавя в Ефрат заедно със 100 000 войници от паника. След смъртта на император Юстин I през 527 година, Юстиниан I се възкачва на императорския трон. Кавад I се опитва да сключи мирен договор с новия император, опитвайки се да накара Юстиниан да осинови неговия син Хозрой. Юстиниан отказва и изпраща военачалниците си Сит и Велизарий в Персия, където първоначално са разбити. Все пак Велизарий доказва, че е способен и талантлив командир. През юни 530 година той извежда ромеите до победа над по-многочислените перси. Но войските на Велизарий по-късно претърпяват поражение при Нисбис през същата година и отново в битката при Калиникум през 531 година, което довежда до разжалването му.

## Примирие
Скоро след смъртта на Кавад I, през септември 532 година, е подписано съглашение за Вечен Мир (продължил 10 години). По условията на договора византийските територии, завзети от персите са върнати в замяна на данък. Иберия остава под властта на Сасанидите. По това време новият владетел на Персия Хосров I Ануширван е много заинтересован да укрепи властта си вътре в страната.